# 5567 Durisen
5567 Durisen (1953 FK1) là một tiểu hành tinh vành đai chính.